# Hielo VII

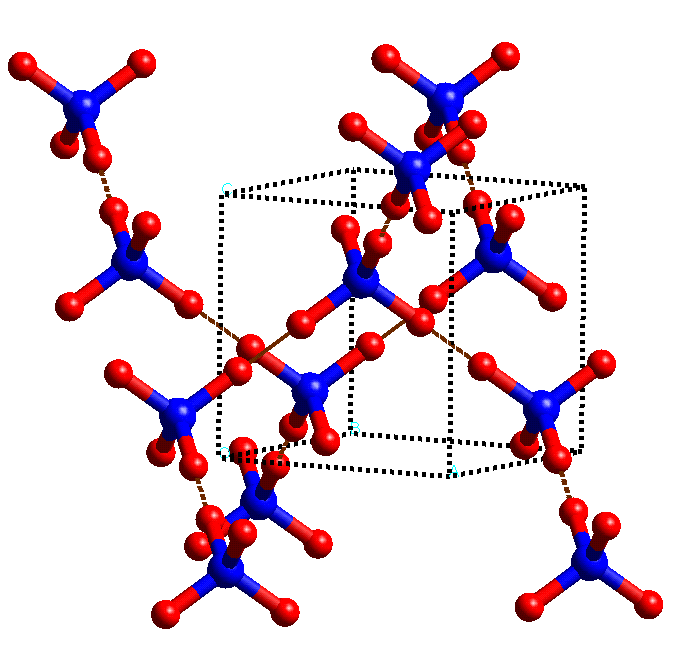
Estructura de un cristal de hielo VII.

El hielo VII es un tipo de hielo  con unas características, tanto de generación como de solidez, muy diferentes al hielo normal. En el hielo a nivel de la superficie terrestre las moléculas se acomodan en una forma ordenada. Sin embargo, dependiendo de las condiciones de presión y temperatura,  adoptan diferentes formas.
A principios de 1900  Gustav Tammann y posteriormente en 1912 Percy Williams Bridgman hicieron experimentos sobre el hielo aplicándole diferentes presiones y temperaturas, y obtuvieron hielos diferentes, con mayores densidades a la normal. 
Este efecto no es muy marcado para los aumentos ordinarios de presión. Por ejemplo, a una presión 100 veces la presión atmosférica normal, el punto de fusión del hielo es sólo 1 °C menor que a una presión normal. A presiones más altas, sin embargo, se forman varias modificaciones alotrópicas o alótropos (diferentes formas de un elemento existentes en el mismo estado físico) del hielo. Estas formas se designan como Hielo II, Hielo III, Hielo V, Hielo VI y Hielo VII. También, a veces, se utiliza  la perífrasis agua metálica, aunque de modo más coloquial.
El hielo ordinario es el Hielo I. Esos alótropos son más densos que el agua y sus puntos de fusión aumentan al aumentar la presión. A unas 6.000 atmósferas, el punto de fusión vuelve a ser de 0 °C, y a una presión de 20.000 atmósferas, el punto de fusión se eleva por encima de los 80 °C.

## Características
En forma natural, en la Tierra dadas sus condiciones de presión y temperatura, solamente puede existir en la superficie un tipo de hielo (hielo I).
Sin embargo, fuera de la Tierra, en otros planetas o en satélites en los que las condiciones de presión y de temperatura son diferentes, el hielo puede adoptar otras estructuras más compactas, caso del hielo VII (alta temperatura, alta presión, cúbico sencilla, densidad aprox. 1,7) que pueden formar el núcleo del planeta.
A la de 20.000 kg por cm² (millón y medio de veces la presión atmosférica corriente), el hielo VII puede existir a más de 100 °C, que es el punto de ebullición del agua en condiciones de la superficie terrestre. Esas formas del hielo a alta presión son más densas que el agua líquida.
Se ha logrado establecer con bastante precisión la curva de fusión a presiones sumamente altas (de 350.000  a 450.000 atmósferas de presión), que es similar a las presiones reinantes en el interior de Neptuno y Urano. 
A presiones más altas, el comienzo de la disociación de las moléculas y la difusión de los protones bajo presión se manifiesta de manera gradual. Bajo presiones de este orden, el agua se transforma en hielo VII, una fase del agua descubierta en la década de 1930 por Percy Williams Bridgman, galardonado con el Premio Nobel. El agua comprimida parece solidificarse en hielo en unos nanosegundos.
En definitiva, el hielo VII  tiene: alta temperatura, alta presión, cristalización cúbica sencilla, densidad aproximadamente 1.700 kg/m3. Se funde a 100 °C con una presión de 25.000 atm.
Así pues, la congelación ultra-rápida del agua líquida a presiones extremas es un fenómeno conocido. Un artículo del año 2004 realizado por D.H. Dolan y Y.M. Gupta y publicado en la revista Journal of Chemical Physics,
describe como se consigue hielo VII al comprimir agua líquida en el rango de 1-5 GPa. Dicha congelación se produce en el orden de nanosegundos gracias a la acción de partículas de sílice que actúan como aglutinantes, y en cuya ausencia no se produce solidificación. Lo que se ha conseguido en el nuevo experimento, realizado también por D.H. Dolan y colaboradores, es encontrar un límite superior a la presión que el líquido puede soportar sin congelarse, aun en la ausencia de partículas aglutinadoras. Los resultados se describen en un artículo publicado en Nature Physics.
Tal como describen estos autores, a partir de 7 GPa el agua no puede seguir en estado líquido, y se solidifica en cuestión de nanosegundos

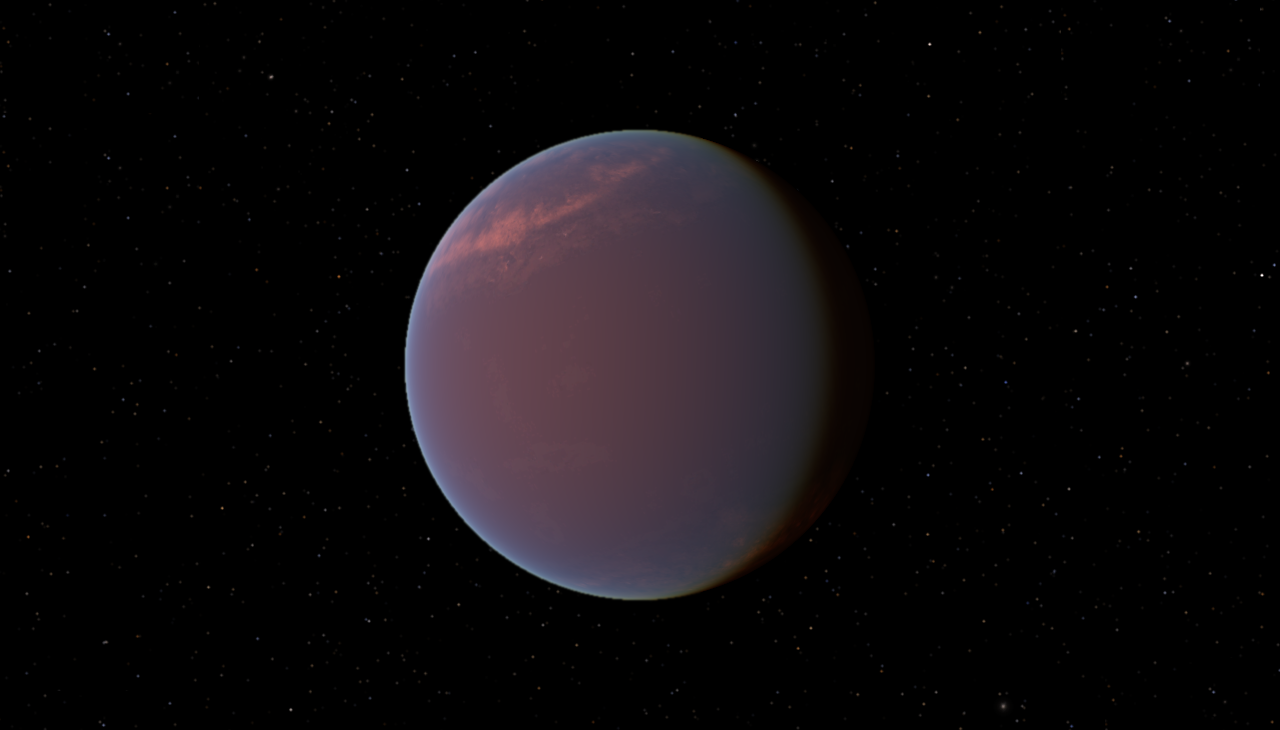
Impresión artística del planeta GJ 1214 b, con posibles océanos profundos.

## Ocurrencia natural
Los científicos plantean la hipótesis de que el hielo VII puede estar presente en el lecho oceánico de la luna Europa así como en algunos planetas extrasolares (como Gliese 436 b, y GJ 1214 b) que están compuestos principalmente de agua.
En 2018, el hielo VII fue identificado entre las inclusiones encontradas en diamantes naturales. Debido a esta demostración de que el hielo VII existe en la naturaleza, la Asociación Mineralógica Internacional clasificó al hielo VII como un mineral distinto. El hielo VII probablemente se formó cuando el agua atrapada dentro de los diamantes retuvo la alta presión del manto terrestre debido a la resistencia y rigidez de la estructura del diamante, pero se enfrió a temperaturas de la superficie, produciendo el ambiente requerido de alta presión sin alta temperatura.